# Geert Adriaans Boomgaard

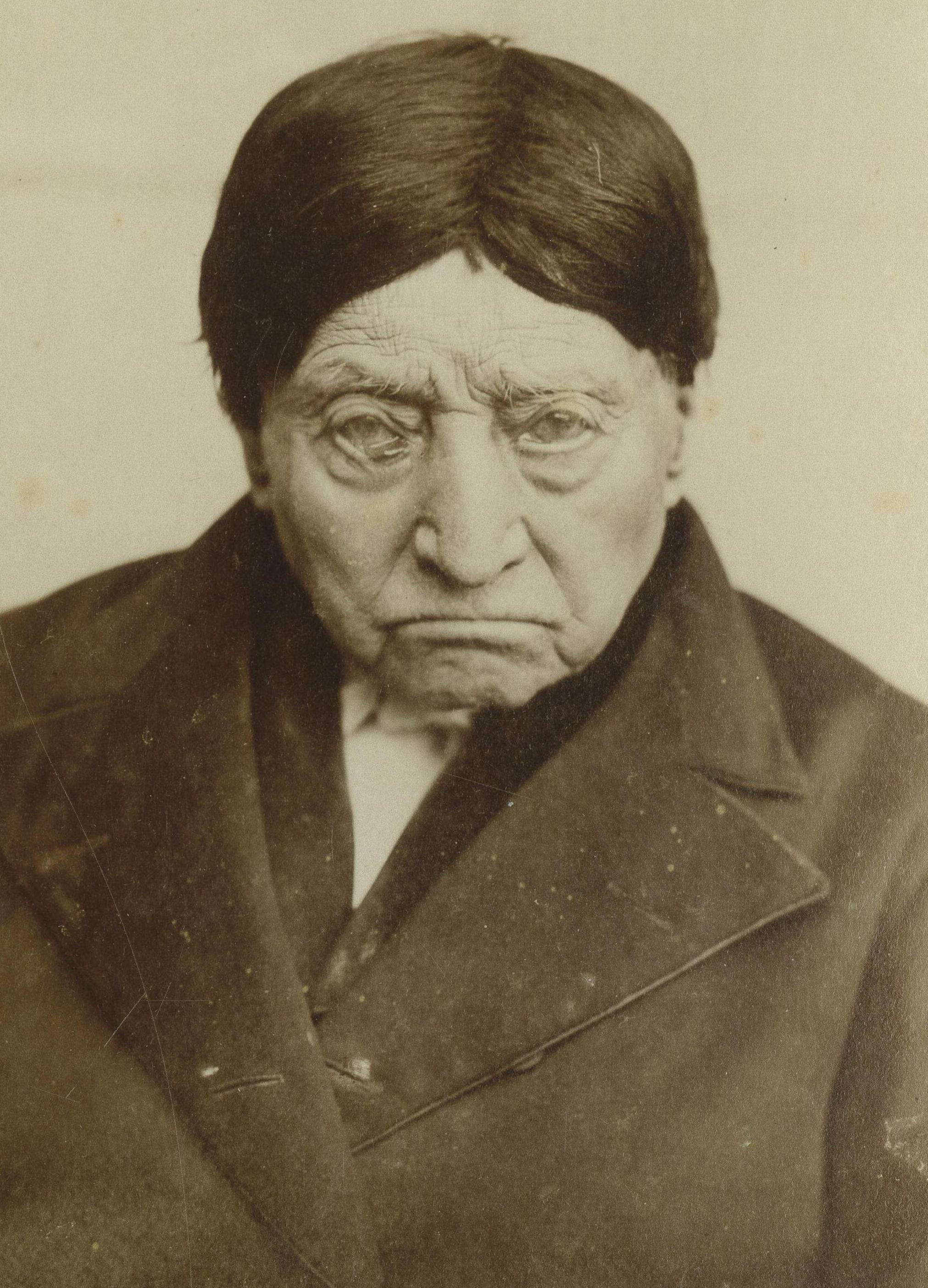
Geert Adriaans Boomgaard (1888)

Geert Adriaans Boomgaard an seinem 107. Geburtstag 1895

Geert Adriaans Boomgaard (* 21. September 1788 in Groningen, Niederlande; † 3. Februar 1899 ebenda) wird von den meisten Forschern als der erste Mensch anerkannt, der die Altersgrenze von 110 Jahren überschritten hat.

## Leben
Über das Leben von Boomgaard ist wenig bekannt. Er heiratete am 4. März 1818 Stijntje Bus und nach deren Tod am 17. März 1831 Grietje Abels Jonker. Sein Vater war Schiffskapitän, und offizielle Stellen sagen, dass Boomgaard es ihm gleichgetan habe. Andere Quellen behaupten, er sei Soldat in der napoleonischen Armee gewesen. Boomgaard war Träger der Helenamedaille.
Boomgaard lebte 110 Jahre und 135 Tage. Er hielt den Altersweltrekord bis zum 30. September 1902, als die Britin Margaret Ann Neve seine Lebenszeit übertraf. Als männlicher Rekordhalter wurde er dem aktuellen Forschungsstand nach erst am 28. Oktober 1966 durch den Briten John Mosely Turner (15. Juni 1856 – 21. März 1968) abgelöst.
Mit seiner ersten Frau Stijntje Bus hatte er acht Kinder:
- 1. Geesje Boomgaard (24. November 1818 – 15. November 1859)
- 2. Anna Boomgaard (31. Mai 1820 – 13. Juni 1844)
- 3. Adriana Boomgaard (26. September 1821 – 1. Januar 1838)
- 4. Hinderika Margaretha Boomgaard (28. November 1823 – 14. Oktober 1825)
- 5. Teunis Boomgaard (30. September 1825 – 21. Juli 1862)
- 6. Jansje Boomgaard (15. März 1827 – 9. Juni 1827)
- 7. Jansje Hinderika Boomgaard (10. August 1828 – 24. Mai 1885)
- 8. Jacoba Boomgaard (19. Februar 1830 – 7. März 1830)

Mit seiner zweiten Frau Grietje Abels Jonker hatte er vier Kinder:
- 1. Anna Henderika Boomgaard (25. November 1831 – 9. März 1832)
- 2. Abel Gerardus Boomgaard (6. Februar 1833 – unbekannt)
- 3. Jacob Boomgaard (7. Mai 1834 – 22. Februar 1879)
- 4. Geert Boomgaard (12. März 1837 – 23. August 1838)